# US Open

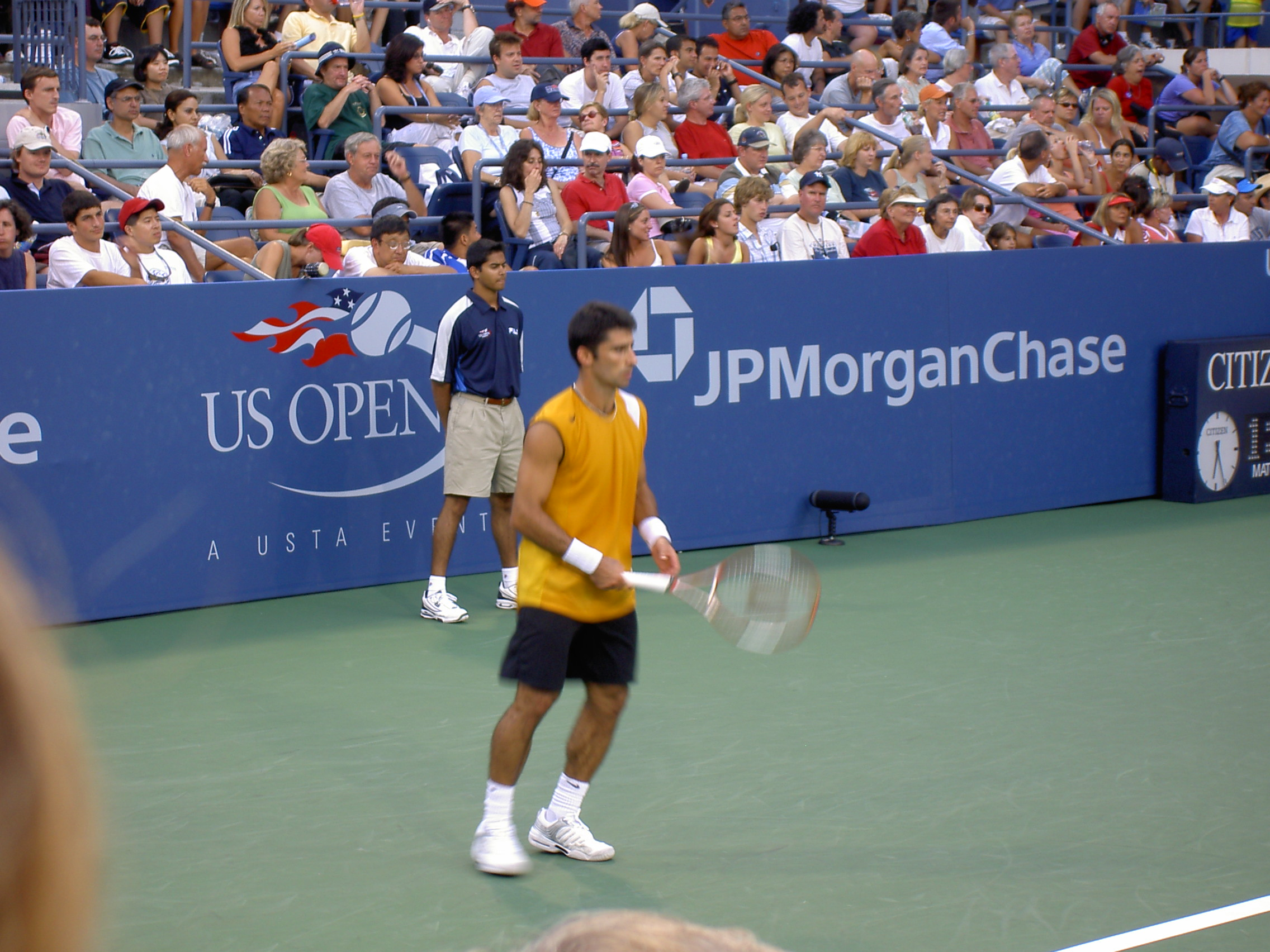
Sargis Sargisian (2004)

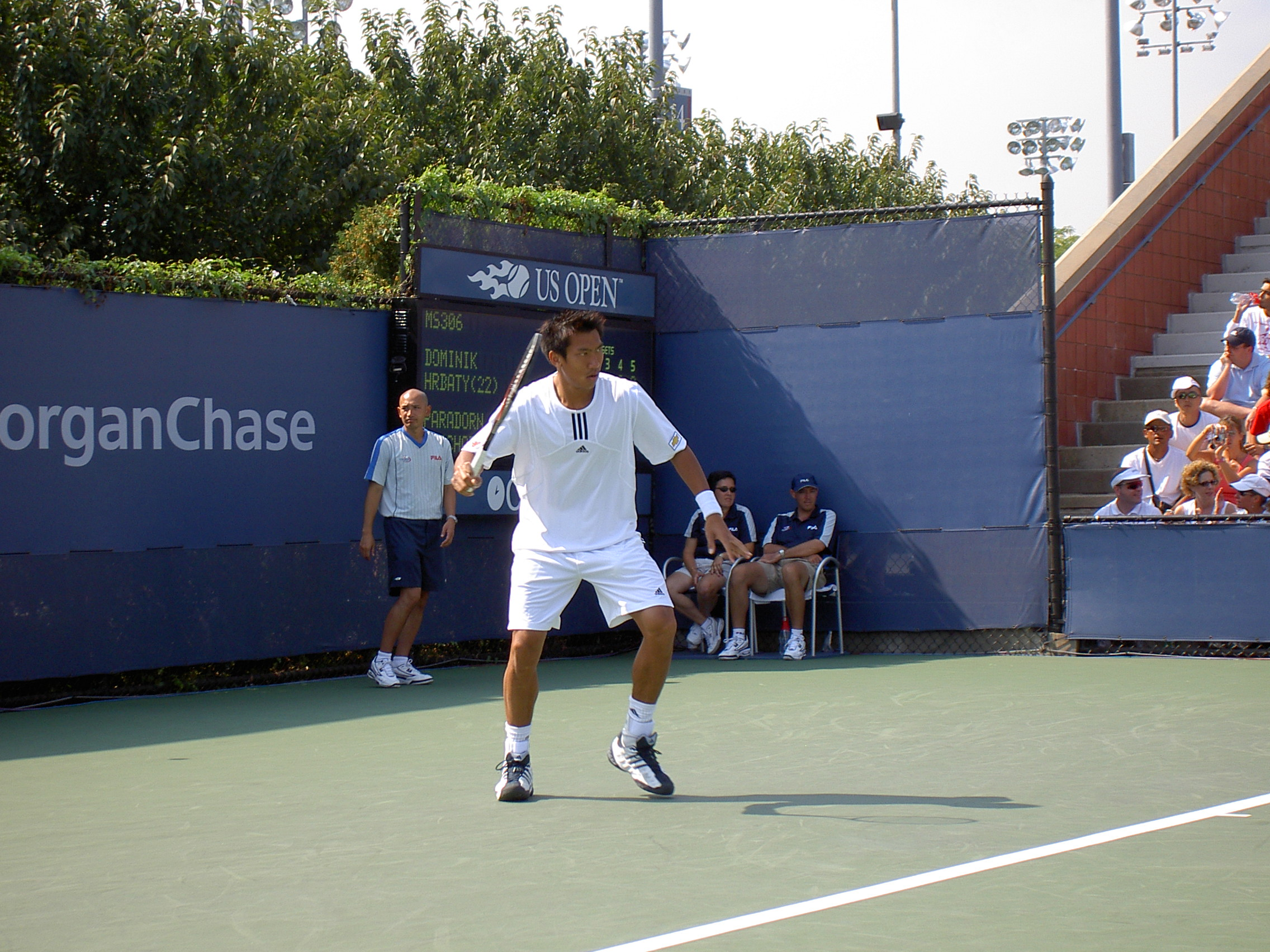
Paradorn Srichaphan (2004)

US Open, United States Open – międzynarodowe mistrzostwa USA w tenisie; jeden z czterech turniejów zaliczanych do Wielkiego Szlema, rozgrywany w Stanach Zjednoczonych od 1881 roku, na przełomie sierpnia i września. Od 1978 odbywa się w Nowym Jorku, w dzielnicy Queens na twardych kortach USTA Billie Jean King National Tennis Center we Flushing Meadows–Corona Park.
Pula nagród w 2024 roku wynosiła 75 mln dolarów amerykańskich. Zasada wypłacania równych wynagrodzeń dla obu płci została przyjęta w 1973 roku.
Kortem głównym jest Arthur Ashe Stadium z widownią ponad 22,5 tys. osób, nazwany na cześć Arthura Ashe’a, wybitnego afro-amerykańskiego tenisisty, zmarłego w 1993 roku. Następny pod względem wielkości obiekt, Louis Armstrong Stadium, o pojemności 10 tys. widzów.
Kompleks sportowy składa się z 33 kortów pokrytych akrylową nawierzchnią marki Laykold (od 2020 roku; wcześniej DecoTurf). Początkowo miała ona barwę zieloną, ale w 2005 roku zmieniono ją na niebieską, czyli obecną na wszystkich obiektach, na których odbywają się turnieje cyklu US Open Series. Zmiana koloru miała poprawić widoczność piłki na korcie. Stadiony wyposażone są w system Hawk-Eye, który umożliwia dokładne sprawdzenie miejsca odbicia piłki i prowadzi do skorygowania decyzji sędziego.
Z racji swojego rozmiaru i wysokości, na poziomie areny głównej często wieje silny wiatr.
US Open jest poprzedzony cyklem turniejów na kortach twardych, tzw. US Open Series, które odbywają się w lipcu i sierpniu na amerykańskich i kanadyjskich kortach twardych, m.in. w Cincinnati i Toronto/Montrealu.

## Historia
Pierwszy turniej US Open wśród mężczyzn rozegrano w 1881 roku. Jego zwycięzcą okazał się Amerykanin Richard Sears. Najwięcej razy (siedmiokrotnie) US Open wygrywali Amerykanie: Richard Sears (1881-1887), William Larned (1901-1902, 1907-1911), William Tilden (1920-1925, 1929). Pięciokrotnie wygrywali także: Szwajcar Roger Federer (2004-2008) i Amerykanie: Pete Sampras (1990, 1993, 1995-1996, 2002) i Jimmy Connors (1974, 1976, 1978, 1982-1983).
Wśród kobiet najwięcej, osiem razy, US Open wygrywała Norweżka reprezentująca Stany Zjednoczone Molla Mallory (1915-1918, 1920-1922, 1926). Siedem razy zwyciężyła Amerykanka Helen Wills Moody (1923-1925, 1927-1929, 1931), zaś sześć razy Amerykanki Chris Evert (1975-1978, 1980, 1982) oraz Serena Williams (1999, 2002, 2008, 2012, 2013, 2014).

## Rekordy
| Rekord                             | Kobiety                                              | Mężczyźni                                               |
| ---------------------------------- | ---------------------------------------------------- | ------------------------------------------------------- |
| najwięcej tytułów (łącznie)        | Margaret Osborne DuPont (25)                         | William Tilden (16)                                     |
| najwięcej tytułów (gra pojedyncza) | / Molla Mallory (8)                                  | William Larned (7) William Tilden (7) Richard Sears (7) |
| najwięcej tytułów (gra podwójna)   | Margaret Osborne DuPont (13)                         | Richard Sears (6) James Dwight (6)                      |
| najwięcej tytułów z rzędu          | / Molla Mallory (4) Helen Jacobs (4) Chris Evert (4) | Richard Sears (7)                                       |
| najmłodsi mistrzowie               | Tracy Austin (16 lat, 8 miesięcy)                    | Pete Sampras (19 lat, 1 miesiąc)                        |
| ostatni amerykańscy triumfatorzy   | Coco Gauff (2023)                                    | Andy Roddick (2003)                                     |

## Prawa transmisyjne w Polsce
Turniej US Open jest transmitowany w Polsce na kanałach Eurosportu oraz online na platformie Max.